# Die Lit
Die Lit é o álbum de estreia do rapper americano Playboi Carti. Foi lançado em 11 de maio de 2018, pela AWGE Label e Interscope Records. O álbum conta com participações especiais de Nicki Minaj, Travis Scott, Young Thug, Bryson Tiller, Lil Uzi Vert, Gunna, Skepta, Pi'erre Bourne, Chief Keef, Red Coldhearted e Young Nudy. A produção do álbum foi feita principalmente por Pi'erre Bourne, com a ajuda de Don Cannon e IndigoChildRick, entre outros.
Die Lit recebeu críticas geralmente positivas dos críticos e estreou em terceiro lugar na Billboard 200 dos EUA.

## Antecedentes e lançamento
Em dezembro de 2017, um vídeo mostrou Playboi Carti atrás de uma mesa de mixagem, presumivelmente ouvindo um novo material com a legenda "Album Mode". Em março de 2018, Pi'erre Bourne provocou que o projeto havia sido finalizado via Twitter. Em 10 de maio de 2018, Carti anunciou a data de lançamento do álbum via Twitter. No mesmo dia, ASAP Rocky revelou a arte do álbum. Após o lançamento, o álbum foi brevemente lançado exclusivamente via Tidal, antes de aparecer em outros serviços de streaming.

## Recepção crítica
Die Lit foi recebido com aclamação quase por total dos críticos. No Metacritic, o álbum recebeu uma pontuação de 71 em 100 baseada em sete  resenhas, indicando "aclamação universal". Ocupou diversas listas de final de ano publicada por vários críticos como uns dos melhores álbuns do ano.
Evan Rytlewski de Pitchfork afirmou que Die Lit é "um álbum que funciona quase completamente a partir do seu próprio guião lunático. É um rap perversamente contagioso e alto em açúcar que recalibra fundamentalmente os centros de recompensa do cérebro", elogiando a produção e simplicidade. Corrigan B de Tiny Mix Tapes disse: "Como o seu antecessor, é um álbum de discos de festa; são canções que serão tocadas". O  Sputnikmusic afirmou: "Muita da gratificação deste disco está na produção, que pega no velho truque do hip-hop de pegar numa ideia melódica fragmentada, mal uma canção por si só, e de a partir dela tecer uma espessa trama sónica".

### Lista de final de ano
| Publicação   | Lista                         | Rank | Ref.   |
| ------------ | ----------------------------- | ---- | ------ |
| Complex      | 50 melhores álbuns de 2018    | 45   | [ 10 ] |
| Fact         | Os 50 melhores álbuns de 2018 | 35   | [ 11 ] |
| Highsnobiety | 25 melhores álbuns de 2018    | 17   | [ 12 ] |
| Noisey       | 100 melhores álbuns de 2018   | 23   | [ 13 ] |
| Pitchfork    | Os 50 melhores álbuns de 2018 | 25   | [ 14 ] |
| Spin         | 51 melhores álbuns de 2018    | 18   | [ 15 ] |

## Alinhamento de faixas
Todas as faixas produzidas por Pi'erre Bourne, exceto onde anotado.
| Die Lit lista da faixas |                                                    |                               |         |  |
| N.º                     | Título                                             | Produtor(es)                  | Duração |  |
| 1.                      | "Long Time (Intro)"                                | Art Dealer                    | 3:31    |  |
| 2.                      | "R.I.P."                                           |                               | 3:12    |  |
| 3.                      | "Lean 4 Real" (featuring Skepta)                   | IndigoChildRick               | 2:57    |  |
| 4.                      | "Old Money"                                        |                               | 2:15    |  |
| 5.                      | "Love Hurts" (featuring Travis Scott)              | Pi'erre Bourne Playboi Carti  | 3:00    |  |
| 6.                      | "Shoota" (featuring Lil Uzi Vert)                  | Maaly Raw                     | 2:33    |  |
| 7.                      | "Right Now" (featuring Pi'erre Bourne)             |                               | 3:27    |  |
| 8.                      | "Poke It Out" (with Nicki Minaj)                   |                               | 4:29    |  |
| 9.                      | "Home (KOD)"                                       |                               | 2:42    |  |
| 10.                     | "Fell in Luv" (featuring Bryson Tiller)            |                               | 3:26    |  |
| 11.                     | "Foreign"                                          |                               | 2:22    |  |
| 12.                     | "Pull Up"                                          |                               | 3:36    |  |
| 13.                     | "Mileage" (featuring Chief Keef)                   |                               | 2:29    |  |
| 14.                     | "FlatBed Freestyle"                                |                               | 3:13    |  |
| 15.                     | "No Time" (featuring Gunna)                        | Don Cannon Treshaun Beatz [a] | 3:39    |  |
| 16.                     | "Middle of the Summer" (featuring Red Coldhearted) |                               | 2:17    |  |
| 17.                     | "Choppa Won't Miss" (featuring Young Thug)         |                               | 3:37    |  |
| 18.                     | "R.I.P. Fredo (Notice Me)" (featuring Young Nudy)  |                               | 2:41    |  |
| 19.                     | "Top" (featuring Pi'erre Bourne)                   |                               | 2:13    |  |
| Duração total:          | Duração total:                                     | Duração total:                | 57:39   |  |

Notas
- ↑[a] significa um coprodutor não creditado

Créditos dos samples
- "R.I.P." contém samples de "What About Us", escrita pot Donald DeGrate, Jr., Reginald Moore, Shirley Murdock, Larry Troutman e Roger Troutman, performada por Jodeci.[17]
- "Fell in Luv" contém samples de "Grandloves", escrita por Megan James, Corin Roddick e Isaac Gerasimou, performada por Purity Ring.[18]

## Desempenho comercial
Die Lit estreou em terceiro lugar na Billboard 200, vendendo 61.000 unidades equivalentes a álbuns (incluindo 5.000 cópias como vendas de álbuns puros) em sua primeira semana. Em 31 de julho de 2019, o álbum foi certificado ouro pela Recording Industry Association of America (RIAA) para vendas e streams superiores a 500.000 unidades nos Estados Unidos. A partir de janeiro de 2021, o álbum vendendo 1,1 milhão de unidades liquidas contando com cerca de 1,67 bilhão de streams sob demanda para suas faixas.
| Tabela (2018)                           | Melhor posição |
| --------------------------------------- | -------------- |
| Austrália (ARIA)                        | 49             |
| Bélgica (Ultratop Flandres)             | 41             |
| Bélgica (Ultratop Valônia)              | 116            |
| Canadá (Billboard)                      | 9              |
| Países Baixos (Dutch Charts)            | 19             |
| Irlanda (IRMA)                          | 38             |
| Nova Zelândia (RMNZ)                    | 27             |
| Suíça (Schweizer Hitparade)             | 37             |
| Reino Unido (Official Albums Chart)     | 27             |
| US Billboard 200                        | 3              |
| Estados Unidos (Top R&B/Hip Hop Albums) | 2              |

| Tabela (2018)                         | Posição |
| ------------------------------------- | ------- |
| US Billboard 200                      | 123     |
| US Top R&B/Hip-Hop Albums (Billboard) | 54      |

| Tabela (2019)    | Posição |
| ---------------- | ------- |
| US Billboard 200 | 145     |

## Vendas e certificações
| Região                | Certificação | Vendas  |
| --------------------- | ------------ | ------- |
| Reino Unido (BPI)     | Prata        | 60,000  |
| Estados Unidos (RIAA) | Ouro         | 500,000 |